# Aedes brevis
Aedes brevis är en tvåvingeart som beskrevs av Berlin 1969. Aedes brevis ingår i släktet Aedes och familjen stickmyggor.
Artens utbredningsområde är Panama. Inga underarter finns listade i Catalogue of Life.